# Hedeskogameteoriten

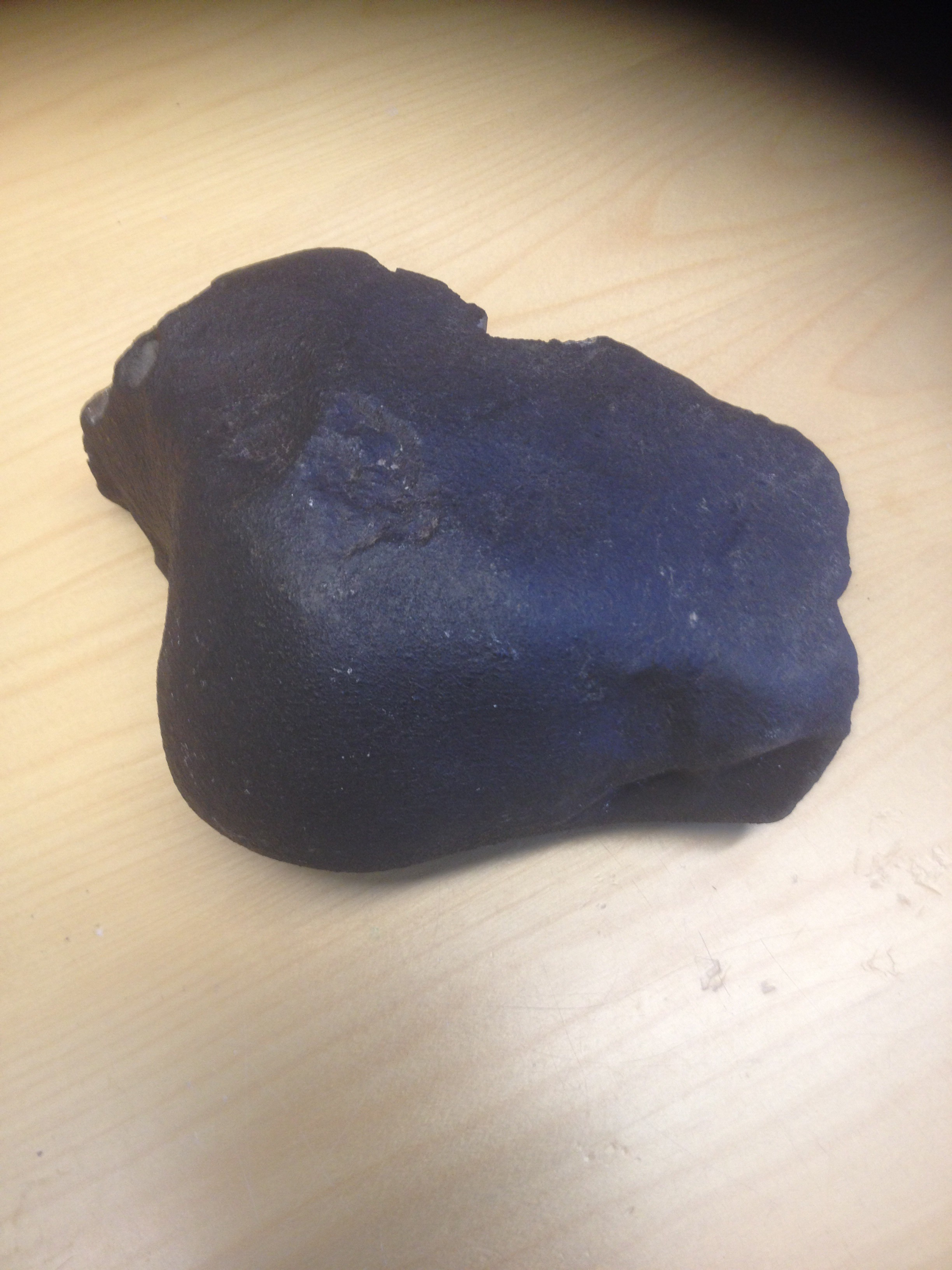
Hedeskogameteoriten, bild tagen 2014.

Hedeskogameteoriten är en stenmeteorit som slog ner på en gårdsplan i Hedeskoga i Skåne klockan 19.45 den 20 april 1922. Meteoren iakttogs som en eldkula såväl i omedelbar närhet av fyndstället som i nordöstra Skåne, vid Klampenborg i Nord-Själland och på Bornholm; dess riktning var från n. v. till s. ö. Följande morgon hittades stenen, som hade trängt ned i den makadamiserade gårdsplanen med hela sin tjocklek, omkring 12 cm. Endast en sten fanns, fullkomligt oskadad, vägande 3,150 kg. Nedslaget observerades av minst en person och det är ett av nio observerade meteoritnedslag i Sverige i Sverige. Den är även en av 18 upphittade meteoriter i landet. Stenen togs tillvara då den återfanns morgonen efter nedslaget och förvaras nu hos geologiska institutionen vid Lunds universitet. Meteoriten är en stenmeteorit av typen kondrit (H5).